# Friidrott vid panamerikanska spelen 1987

Friidrott vid panamerikanska spelen 1987 hölls i  Indianapolis, USA 7 – 23 augusti 1987. 
Tävlingarna genomfördes i IU Indianapolis Track and Soccer Stadium.

## Resultat

### Herrar
100 meter

1 Lee McRae,  USA,  10,26

2 Ray Stewart, Jamaica,  10,27

3 Juan Núñez, Dominikanska republiken,  10,44

200 meter

1 Floyd Heard, USA,  20,25

2 Robson da Silva, Brasilien,  20,49

3 Wallace Spearmon Sr., USA,  20, 53

400 meter

1 Raymond Pierre, USA;  44,60

2 Bert Cameron, Jamaica,  44,72

3 Roberto Hernández, Kuba,  45,13

800 meter

1 Johnny Gray, USA,  1.46,79

2 José Luiz Barbosa, Brasilien,  1.47,37

3 Stanley Redwine, USA,  1.47,73

1 500 meter

1 Joaquim Cruz, Brasilien,  3.47,34

2 Jim Spivey, USA,  3.47,46

3 Steve Scott, USA,  3.47,76

5 000 meter

1 Arturo Barrios, Mexiko,  13.31,40

2 Adauto Domingues, Brasilien,  13.46,41

3 Omar Aguilar, Chile,  13.47,86

10 000 meter

1 Bruce Bickford,  USA, 28.20,37

2 Rolando Vera, Ecuador,  28.22,56

3 Paul McCloy, Kanada,  28.38,07

Maraton

1 Ivo Rodrigues, Brasilien,  2:20.13

2 Ronald Lanzoni, Costa Rica,  2:20.39

3 Jorge González, Puerto Rico,  2:21.14

3 000 meter hinder

1 Adauto Domingues, Brasilien,  8.23,26

2 Henry Marsh, USA,  8.23,77

3 Brian Abshire, USA,  8.27,30

110 meter häck

1 Andrew Parker, Jamaica,  13,82w

2 Modesto Castillo, Dominikanska republiken,  13,96w

3 Ernesto Torres, Puerto Rico,  14,68w

400 meter häck

1 Winthrop Graham, Jamaica,  48,49

2 Kevin Young, USA,  48,74

3 Dave Patrick, USA,  49,47

Höjdhopp

1  Javier Sotomayor, Kuba,  2,32 
  
2  Troy Kemp, Bahamas,  2,28

3  Jerome Carter, USA, 2,28

Stavhopp

1 Mike Tully, USA,  5,71

2 Rubén Camino, Kuba,  5,50

3 Scott Davis, USA,  5,30

Längdhopp

1 Carl Lewis, USA,  8,75

2 Larry Myricks, USA,  8,58w

3 Jaime Jefferson, Kuba,  8,51

Tresteg

1 Mike Conley, USA,  17,31w

2 Willie Banks, USA,  16,87w

3 Frank Rutherford, Bahamas,  16,68w

Kula

1 Gert Weil, Chile,  20,21

2 Gregg Tafralis, USA,  20,17

3 Paul Ruiz, Kuba,  18,86

Diskus

1 Luis Delís, Kuba,  67,14

2 Bradley Cooper, Bahamas,  64,56

3 Randy Heisler, USA,  62,76

Slägga

1 Jud Logan, USA,  77,24

2 Andrés Charadia, Argentina,  69,36

3 Vicente Sanchez, Kuba,  66,02

Spjut

1 Duncan Atwood, USA,  78,68

2 Ramón González, Kuba,  75,58

3 Juan de la Garza, Mexiko,  73,76

Tiokamp

1 Mike Gonzales, USA,  7 649

2 Keith Robinson, USA,  7 573

3 Gordon Orlikow, Kanada, 7 441

Gång 20 km

1 Carlos Mercenario, Mexiko,  1:24.50

2 Tim Lewis, USA,  1:25.50

3 Querubín Moreno, Colombia,  1:27.08

Gång 50 km

1 Martín Bermúdez, Mexiko,  3:58.54

2 Raúl González, Mexiko,  4:07.27

3 Héctor Moreno, Colombia,  4:18.48

4 x 100 meter

1 USA,  38,41

2 Kuba,  38,86

3 Jamaica,  38,86

4 x 400 meter

1 USA,  2.59,54

2 Kuba,  2.59,72

3 Jamaica,  3.03,57

### Damer
100 meter

1 Gail Devers, USA,  11,14

2 Diane Williams, USA,  11,25

3 Pauline Davis-Thompson, Bahamas,  11,47

200 meter

1 Gwen Torrence, USA,  22,52w

2 Randy Givens, USA,  22,71w

3 Pauline Davis-Thompson, Bahamas,  22,99w

400 meter

1 Ana Fidelia Quirot, Kuba,  50,27

2 Jillian Richardson, Kanada,  50,35

3 Denean Howard, USA,  50,72

800 meter

1 Ana Fidelia Quirot, Kuba,  1.59,06

2 Delisa Walton-Floyd, USA,  2.00,54

3 Soraya Telles, Brasilien,  2.00,56

1 500 meter

1 Linda Sheskey, USA,  4.07,84

2 Debbie Bowker, Kanada,  4.08,43

3 Brit McRoberts, Kanada,  4.11,35

3 000 meter

1 Mary Knisely, USA,  9.06,75

2 Angela Chalmers, Kanada,  9.14,48

3 Leslie Seymour, USA,  9.19,26

10 000 meter

1 Marty Cooksey, USA,  33.00,00

2 Nancy Tinari, Kanada,  33.02,41

3 Patty Murray, USA,  33.38,12

Maraton

1 María del Carmen Cárdeñas, Mexiko,  2:52.06

2 Debbie Warner, USA,  2:54.49

3 Maribel Durruty, Kuba,  2:56.21

100 meter häck

1 LaVonna Martin, USA,  12,81

2 Stephanie Hightower, USA,  12,82

3 Aliuska López, Kuba,  12,91

400 meter häck

1 Judi Brown, USA,  54,23

2 Sandra Farmer-Patrick, Jamaica,  54,59

3 LaTanya Sheffield, USA,  56,15

Höjdhopp

1 Coleen Sommer, USA,  1,96

2 Silvia Costa, Kuba,  1,92

3 Mazel Thomas, Jamaica,  1,88

Längdhopp

1 Jackie Joyner-Kersee, USA,  7,45

2 Jennifer Inniss, USA,  6,85

3 Eloína Echevarría, Kuba,  6,42

Kula

1 Ramona Pagel, USA,  18,56

2 María Elena Sarría, Kuba,  18,12

3 Belsis Laza, Kuba,  18,06

Diskus

1 Maritza Martén, Kuba,  65,58

2 Hilda Ramos, Kuba,  61,34

3 Connie Price, USA,  59,52

Spjut

1 Ivonne Leal, Kuba,  63,70

2 María Caridad Colón, Kuba,  61,66

3 Marieta Riera, Venezuela,  57,10

Sjukamp

1 Cindy Greiner, USA,  6 184

2 Connie Polman-Tuin, Kanada,  5 862

3 Jolanda Jones, USA,  5 823

Gång 10 000 meter bana

1 María Colín, Mexiko, 47.17,2

2 Ann Peel, Kanada,  47.18,0

3 Maryanne Torrellas, USA,  47.35,1

4 x 100 meter

1  USA,  42,91

2  Kuba,  44,16

3  Brasilien,  45,37

4 x 400 meter

1  USA,  3.23,35

2  Kanada, 3.29,18

3  Jamaica, 3.29,50

## Medaljfördelning
| Place | Nation                  |    |    |    | Total |  |
| ----- | ----------------------- | -- | -- | -- | ----- |  |
| 1     | USA                     | 26 | 14 | 15 | 55    |  |
| 2     | Kuba                    | 6  | 9  | 8  | 23    |  |
| 3     | Mexiko                  | 5  | 1  | 1  | 7     |  |
| 4     | Brasilien               | 3  | 3  | 2  | 8     |  |
| 5     | Jamaica                 | 2  | 3  | 4  | 9     |  |
| 6     | Chile                   | 1  | 0  | 1  | 2     |  |
| 7     | Kanada                  | 0  | 7  | 3  | 10    |  |
| 8     | Bahamas                 | 0  | 3  | 2  | 5     |  |
| 9     | Dominikanska republiken | 0  | 1  | 1  | 2     |  |
| 10    | Bahamas                 | 0  | 1  | 0  | 1     |  |
|       | Argentina               | 0  | 1  | 0  | 1     |  |
|       | Costa Rica              | 0  | 1  | 0  | 1     |  |
| 13    | Puerto Rico             | 0  | 0  | 2  | 2     |  |
| 14    | Venezuela               | 0  | 0  | 1  | 1     |  |